# Gymnoscelis crassifemur
Gymnoscelis crassifemur là một loài bướm đêm trong họ Geometridae.